# Parotia berlepschi
La paradisea dalle sei penne di von Berlepsch (Parotia berlepschi Kleinschmidt, 1897), nota anche come paradisea dalle sei penne bronzea o paradisea dalle sei penne delle Montagne Foja, è un uccello passeriforme della famiglia Paradisaeidae.

## Descrizione

### Dimensioni
Misura circa 25 cm di lunghezza: i sessi presentano taglia simile.

### Aspetto
L'aspetto può ricordare quello delle pitte, con corpo tozzo, coda corta e becco corvino.

Come molti uccelli del paradiso, anche questa specie presenta dicromatismo sessuale: il maschio presenta infatti livrea bruno-nerastra, più tendente al bruno su faccia e ventre e con diffuse sfumature metalliche bronzee su tutto il corpo, mentre il petto è di colore verde iridescente, la fronte è biancastra e i fianchi sono bianchi. Le femmine, invece, presentano colorazione perlopiù bruna, con penne di petto e ventre più chiare ma orlate di bruno scuro a dare un aspetto striato. Nei maschi, come in tutti gli uccelli del paradiso dalle sei penne, sono per l'appunto presenti sei penne appena dietro l'orecchio (tre per ciascun lato), a forma di spatola, lunghe circa la metà del corpo. In ambedue i sessi, zampe e becco sono di colore nero, mentre gli occhi sono grigio-azzurri.

## Distribuzione e habitat
Fino al 1985 l'areale di questi uccelli era ignoto: solo a seguito di una spedizione in Irian Jaya capeggiata da Jared Diamond si poté stabilire che essa è endemica delle montagne Foja, dove popola le aree di foresta pluviale submontana e montana fra i 1000 e i 2000 m di quota.

## Biologia
Si tratta di uccelli diurni e solitari, estremamente schivi, che passano la maggior parte del proprio tempo alla ricerca di cibo nella foresta.

### Alimentazione
Come le altre specie congeneri, anche la paradisea dalle sei penne si nutre di frutta e, in misura minore, di piccoli animali: mancano tuttavia osservazioni che aiuterebbero a stabilire in che misura questa specie è frugivora e in che misura essa sia invece insettivora.

### Riproduzione
La riproduzione di questi uccelli non è ancora stata osservata: si ritiene, tuttavia, che essa non differisca significativamente per modalità e tempistica (anche per quanto concerne il corteggiamento) da quella degli altri uccelli del paradiso, e nella fattispecie i congeneri uccelli del paradiso dalle sei penne.

## Tassonomia
A lungo conosciuta per soli quattro esemplari conservati pervenuti in Europa dalla Nuova Guinea, la paradisea dalle sei penne di von Berlepsch è stata per lungo tempo considerata una sottospecie dell'affine paradisea della regina Carola, col nome di Paradisea carolae berlepschi. Una classificazione più accurata di questi uccelli (con conseguente elevazione al rango di specie a sé stante, formante una superspecie con la summenzionata P. carolae) si ebbe con la loro effettiva osservazione in vita nel 2005, nell'ambito di una spedizione esplorativa mista australiana, indonesiana e statunitense, durante la quale vennero anche scattate le prime (e finora uniche) foto di un esemplare maschile.
Il nome scientifico di questi uccelli venne scelto in onore dell'ornitologo tedesco Hans von Berlepsch.